# 尊重
| ウィキペディアには「尊重」という見出しの百科事典記事はありません（タイトルに「尊重」を含むページの一覧/「尊重」で始まるページの一覧）。 代わりにウィクショナリーのページ「尊重」が役に立つかもしれません。 |